# Недзьведзь (гміна)
Гміна Недзьведзь (пол. Gmina Niedźwiedź) — сільська гміна у південній Польщі. Належить до Лімановського повіту Малопольського воєводства.
Станом на 31 грудня 2022 у гміні проживало 7333 особа.

## Площа
Згідно з даними за 2007 рік площа гміни становила 74.44 км², у тому числі:
- орні землі: 38.00%
- ліси: 55.00%

Таким чином, площа гміни становить 7.82% площі повіту.

## Населення
Станом на 31 грудня 2022:
| Опис     | Загалом | Загалом | Чоловіки | Чоловіки | Жінки | Жінки |
| -------- | ------- | ------- | -------- | -------- | ----- | ----- |
| одиниця  | осіб    | %       | осіб     | %        | осіб  | %     |
| все      | 7333    | 100     | 3690     | 50.3     | 3643  | 49.7  |
| міське   | 0       | 100     | 0        |          | 0     |       |
| сільське | 7333    | 100     | 3690     | 50.3     | 3643  | 49.7  |

## Сусідні гміни
Гміна Недзьведзь межує з такими гмінами: Камениця, Мшана-Дольна, Мшана-Дольна, Новий Тарґ, Рабка-Здруй.